# Trentepohlia (Paramongoma) luteola
Trentepohlia (Paramongoma) luteola is een tweevleugelige uit de familie steltmuggen (Limoniidae). De soort komt voor in het Afrotropisch gebied.